# Kerstin Hinze
Kerstin Hinze ist eine ehemalige deutsche Ruderin.

## Leben
Kerstin Hinze ruderte für die Sportvereinigung Dynamo (damals SC Dynamo Potsdam). Sie gewann bei der Ruder-Weltmeisterschaften 1986 die Goldmedaille im Doppelvierer mit Kerstin Förster, Birgit Peter (Ruderin) und Jana Sorgers-Rau.